# Satz von Frobenius (Differentialtopologie)
In der Mathematik gibt der Satz von Frobenius eine leicht nachzuprüfende, äquivalente Bedingung für die vollständige Integrierbarkeit von Hyperebenenfeldern, also für die Existenz einer maximalen Menge unabhängiger Lösungen zu einem unterbestimmten System partieller Differentialgleichungen.
Es wurde 1877 von Ferdinand Georg Frobenius bewiesen. Er behandelt darin das Pfaffsche Problem für den Fall, dass die Jacobi-Determinante des Systems und einiger Untersysteme verschwindet.

## Vollständige Integrierbarkeit
Ein Untervektorbündel
{\displaystyle F\subset TM}
des Tangentialbündels einer differenzierbaren Mannigfaltigkeit heißt vollständig integrierbar (oft auch nur integrierbar), wenn es eine Blätterung {\displaystyle {\mathcal {F}}} von {\displaystyle M} mit
{\displaystyle F=T{\mathcal {F}}}
gibt.

## Satz von Frobenius
Sei {\displaystyle M} eine differenzierbare Mannigfaltigkeit. Der Satz von Frobenius besagt, dass ein Untervektorbündel {\displaystyle F\subset TM} genau dann vollständig integrierbar ist, wenn die Vektorfelder mit Werten in {\displaystyle F} eine Lie-Unteralgebra der Lie-Algebra aller Vektorfelder bilden, wenn also der Kommutator zweier {\displaystyle F}-wertiger Vektorfelder wieder Werte in {\displaystyle F} hat.
Der Satz gilt unverändert unter der Annahme, dass {\displaystyle M} eine (unendlichdimensionale) Banach-Mannigfaltigkeit ist.

## Formulierung mittels Differentialformen
Sei {\displaystyle \Omega (M)} der Ring der Differentialformen auf {\displaystyle M}.
Zum Untervektorbündel {\displaystyle F\subset TM} betrachte man das Ideal
{\displaystyle I(F):=\left\{\alpha \in \Omega (M)\mid \forall \ v\in F\colon \iota _{v}\alpha =0\right\}=\left\{\alpha \in \Omega (M)\mid \forall \ v\in F\colon \alpha (v,.,\dotsc ,.)\cong 0\right\}}.
Dann ist der Satz von Frobenius äquivalent zu folgender Aussage:
{\displaystyle F\subset TM} ist genau dann vollständig integrierbar, wenn {\displaystyle I(F)} abgeschlossen unter der äußeren Ableitung ist, wenn also aus {\displaystyle \alpha \in I(F)} stets {\displaystyle {\text{d}}\alpha \in I(F)} folgt.

### Lokale Beschreibung
In lokalen Koordinaten auf einer offenen Teilmenge {\displaystyle U\subset M} lässt sich ein Hyperebenenfeld der Kodimension {\displaystyle k} durch {\displaystyle k} 1-Formen {\displaystyle \omega _{1},\dotsc ,\omega _{k}} beschreiben, die {\displaystyle I(F)} erzeugen. Das Hyperebenfeld ist dann also auf {\displaystyle U} genau dann integrierbar, wenn es 1-Formen {\displaystyle \eta _{ij}} mit
{\displaystyle {\text{d}}\omega _{i}=\Sigma _{j}\eta _{ij}\wedge \omega _{j}}
gibt.
Dies wiederum ist mit 
{\displaystyle \Omega :=\omega _{1}\wedge \ldots \wedge \omega _{k}}
äquivalent zu jeder der folgenden Bedingungen:
- Für {\displaystyle i=1,\dotsc ,k} gilt

{\displaystyle d\omega _{i}\wedge \Omega =0}.
- Es gibt eine 1-Form {\displaystyle \alpha } mit

{\displaystyle {\text{d}}\Omega =\alpha \wedge \Omega }.
- Es gibt lokal definierte Funktionen {\displaystyle f_{ij},g_{j}\;(i,j=1,\dotsc ,k)} mit

{\displaystyle \omega _{i}=\Sigma _{j}f_{ij}dg_{j}}.

## Beispiel
Wenn {\displaystyle F} ein 1-dimensionales Hyperebenenfeld (also ein Geradenfeld) ist, dann sind alle Kommutatoren {\displaystyle F}-wertiger Vektorfelder Null, die Voraussetzung des Satzes von Frobenius also trivialerweise erfüllt. Man erhält, dass jedes Geradenfeld integrierbar ist. Dies folgt aber bereits direkt aus dem Existenz- und Eindeutigkeitssatz für gewöhnliche Differentialgleichungen, der ebenfalls beim Beweis des Satzes von Frobenius verwendet wird.